# Confolens
Confolens község Franciaország Új-Aquitania régiójában, Charente megyében. Lakosainak száma 2726 fő (2022. január 1.). Confolens Lessac, Brillac, Esse, Saint-Maurice-des-Lions, Ansac-sur-Vienne, Hiesse és Confolens községekkel határos.
Új községként 2016. január 1-jén jött létre, amikor Saint-Germain-de-Confolens korábbi községet hozzácsatolták.

## Népesség
A település népességének változása:
| Lakosok száma | 2691 | 2670 | 2673 | 2712 | 2720 | 2722 | 2726 |
|               | 2016 | 2017 | 2018 | 2019 | 2020 | 2021 | 2022 |